# ФК Ню Йорк Сити
Ню Йорк Сити е американски футболен клуб от едноименния град, който от 2015 г. участва в Мейджър Лийг Сокър. Клубът е сателитен на английския Манчестър Сити.

## История
На 21 май 2013 г. в Ню Йорк е основан отбор, който от 2015 г. да участва в Мейджър Лийг Сокър. Лицензът на отбора е закупен от Манчестър Сити срещу 100 милиона долара. Вторичен инвеститор става бейзболният клуб Ню Йорк Янкис. Новосъздаденият футболен клуб приема името на собственика „Сити“ и става сателитен отбор. За спортен директор е избран бившият полузащитник Клаудио Рейна. Старши треньор става Джейсън Крайс, а през 2016 г. – Патрик Виейра.
Първият привлечен в отбора футболист е голмайсторът на испанския национален отбор Давид Вия, който е избран и за първи капитан. До началото на сезона в САЩ Вия играе под наем в друг сателитен на Манчестър Сити тим – Мелбърн Сити. През юли 2014 г. е привлечен и Франк Лампард, но той веднага е преотстъпен в Манчестър Сити.